# Georges Vuilleumier
Georges Vuilleumier (Tramelan, Genf kanton, 1944. szeptember 21. – 1988. július 29.) svájci válogatott labdarúgó.

## Pályafutása

### A válogatottban
1964 és 1973 között 19 alkalommal szerepelt a svájci válogatottban és 2 gólt szerzett. Részt vett még az 1966-os világbajnokságon.

## Sikerei, díjai
La Chaux-de-Fonds
- Svájci bajnok (2): 1963–64